# Премия «Золотой глобус» за лучшую женскую роль — драма
Премия «Золотой глобус» за лучшую женскую роль в драматическом фильме — престижная награда Голливудской ассоциации иностранной прессы, присуждаемая ежегодно с 1944 года. Первоначально категория носила название «Лучшая женская роль в художественном фильме». С 1951 года было введено разграничение по жанрам: «Лучшая женская роль в комедии или мюзикле» и «Лучшая женская роль в драме».
Ниже приведён полный список победителей и номинантов.  Имена победителей выделены отдельным цветом. 

## 1944—1950
| Год  | Церемония | Фотографии лауреатов                                                    | Лауреаты и номинанты                                              |
| ---- | --------- | ----------------------------------------------------------------------- | ----------------------------------------------------------------- |
| 1944 | 1-я       |                                                                         | • Дженнифер Джонс — «Песня Бернадетт» за роль Бернадетт Субиру    |
| 1945 | 2-я       |                                                                         | • Ингрид Бергман — «Газовый свет» за роль Полы Олквист            |
| 1946 | 3-я       | • Ингрид Бергман — «Колокола Святой Марии» за роль сестры Мэри Бенедикт |                                                                   |
| 1947 | 4-я       |                                                                         | • Розалинд Расселл — «Сестра Кенни» за роль сестры Элизабет Кенни |
| 1948 | 5-я       | • Розалинд Расселл — «Траур к лицу Электре» за роль Лавинии Мэннон      |                                                                   |
| 1949 | 6-я       |                                                                         | • Джейн Уайман — «Джонни Белинда» за роль Белинды Макдональд      |
| 1950 | 7-я       |                                                                         | • Оливия де Хэвилленд — «Наследница» за роль Кэтрин Слоупер       |
| 1950 | 7-я       | • Дебора Керр — «Эдвард, мой сын» за роль Эвелин Болт                   |                                                                   |

## 1951—1960
| Год  | Церемония | Фотографии лауреатов                                                              | Лауреаты и номинанты                                                         |
| ---- | --------- | --------------------------------------------------------------------------------- | ---------------------------------------------------------------------------- |
| 1951 | 8-я       |                                                                                   | • Глория Свенсон — «Бульвар Сансет» за роль Нормы Десмонд                    |
| 1951 | 8-я       | • Бетт Дейвис — «Всё о Еве» за роль Марго Ченнинг                                 |                                                                              |
| 1951 | 8-я       | • Джуди Холлидэй — «Рождённая вчера» за роль Эммы «Билли» Даун                    |                                                                              |
| 1952 | 9-я       |                                                                                   | • Джейн Уайман — «Голубая вуаль» за роль Лулу Мэйсон                         |
| 1952 | 9-я       | • Шелли Уинтерс — «Место под солнцем» за роль Элис Трипп                          |                                                                              |
| 1952 | 9-я       | • Вивьен Ли — «Трамвай „Желание“» за роль Бланш Дюбуа                             |                                                                              |
| 1953 | 10-я      |                                                                                   | • Ширли Бут — «Вернись, малышка Шеба» за роль Лолы Делани                    |
| 1953 | 10-я      | • Джоан Кроуфорд — «Внезапный страх» за роль Майры Хадсон                         |                                                                              |
| 1953 | 10-я      | • Оливия де Хэвилленд — «Моя кузина Рэйчел» за роль Рэйчел Сангаллетти Эшли       |                                                                              |
| 1954 | 11-я      |                                                                                   | • Одри Хепбёрн — «Римские каникулы» за роль принцессы Анны                   |
| 1955 | 12-я      |                                                                                   | • Грейс Келли — «Деревенская девушка» за роль Джорджи Элджин                 |
| 1956 | 13-я      |                                                                                   | • Анна Маньяни — «Татуированная роза» за роль Серафины делль Роуз            |
| 1957 | 14-я      |                                                                                   | • Ингрид Бергман — «Анастасия» за роль Анны Коревой/великой княжны Анастасии |
| 1957 | 14-я      | • Кэрролл Бейкер — «Куколка» за роль Куколки                                      |                                                                              |
| 1957 | 14-я      | • Кэтрин Хепбёрн — «Продавец дождя» за роль Лиззи Карри                           |                                                                              |
| 1957 | 14-я      | • Одри Хепбёрн — «Война и мир» за роль Наташи Ростовой                            |                                                                              |
| 1957 | 14-я      | • Хелен Хейс — «Анастасия» за роль императрицы Марии Фёдоровны                    |                                                                              |
| 1958 | 15-я      |                                                                                   | • Джоан Вудворд — «Три лица Евы» за роль Евы Уайт/Евы Блэк/Джейн             |
| 1958 | 15-я      | • Анна Маньяни — «Дикий ветер» за роль Джойи                                      |                                                                              |
| 1958 | 15-я      | • Марлен Дитрих — «Свидетель обвинения» за роль Кристин Хелм                      |                                                                              |
| 1958 | 15-я      | • Эва Мари Сейнт — «Шляпа, полная дождя» за роль Селии Поуп                       |                                                                              |
| 1958 | 15-я      | • Дебора Керр — «Бог знает, мистер Аллисон» за роль сестры Анджелы                |                                                                              |
| 1959 | 16-я      |                                                                                   | • Сьюзен Хэйворд — «Я хочу жить!» за роль Барбары Грэм                       |
| 1959 | 16-я      | • Дебора Керр — «За отдельными столиками» за роль Сибил Рэйлтон-Белл              |                                                                              |
| 1959 | 16-я      | • Ширли Маклейн — «И подбежали они» за роль Джинни Мурхед                         |                                                                              |
| 1959 | 16-я      | • Джин Симмонс — «Домой засветло» за роль Шарлотт Бронн                           |                                                                              |
| 1959 | 16-я      | • Ингрид Бергман — «Постоялый двор шестой степени счастья» за роль Глэдис Эйлвард |                                                                              |
| 1960 | 17-я      |                                                                                   | • Элизабет Тейлор — «Внезапно, прошлым летом» за роль Кэтрин Холли           |
| 1960 | 17-я      | • Кэтрин Хепбёрн — «Внезапно, прошлым летом» за роль Вайолет Венабл               |                                                                              |
| 1960 | 17-я      | • Одри Хепбёрн — «История монахини» за роль сестры Люк/Габриель ван дель Маль     |                                                                              |
| 1960 | 17-я      | • Симона Синьоре — «Путь наверх» за роль Элис Эйсгилл                             |                                                                              |
| 1960 | 17-я      | • Ли Ремик — «Анатомия убийства» за роль Лоры Мэнион                              |                                                                              |

## 1961—1970
| Год  | Церемония | Фотографии лауреатов                                                                  | Лауреаты и номинанты                                                   |
| ---- | --------- | ------------------------------------------------------------------------------------- | ---------------------------------------------------------------------- |
| 1961 | 18-я      |                                                                                       | • Грир Гарсон — «Восход солнца в Кампобелло» за роль Элеоноры Рузвельт |
| 1961 | 18-я      | • Элизабет Тейлор — «Баттерфилд, 8» за роль Глории Вандрус                            |                                                                        |
| 1961 | 18-я      | • Дорис Дэй — «Полуночное кружево» за роль Кит Престон                                |                                                                        |
| 1961 | 18-я      | • Нэнси Кван — «Мир Сьюзи Вонг» за роль Сьюзи Вонг                                    |                                                                        |
| 1961 | 18-я      | • Джин Симмонс — «Элмер Гантри» за роль сестры Шэрон Фалконер                         |                                                                        |
| 1962 | 19-я      |                                                                                       | • Джеральдин Пейдж — «Лето и дым» за роль Альмы Вайнмиллер             |
| 1962 | 19-я      | • Лесли Карон — «Фэнни» за роль Фэнни                                                 |                                                                        |
| 1962 | 19-я      | • Натали Вуд — «Великолепие в траве» за роль Дини Лумис                               |                                                                        |
| 1962 | 19-я      | • Ширли Маклейн — «Детский час» за роль Марты Доби                                    |                                                                        |
| 1962 | 19-я      | • Клодия Макнил — «Изюм на солнце» за роль Лены Янгер                                 |                                                                        |
| 1963 | 20-я      | • Джеральдин Пейдж — «Сладкоголосая птица юности» за роль Александры дель Лаго        |                                                                        |
| 1963 | 20-я      | • Энн Бэнкрофт — «Сотворившая чудо» за роль Энн Салливан                              |                                                                        |
| 1963 | 20-я      | • Бетт Дейвис — «Что случилось с Бэби Джейн?» за роль Джейн Хадсон                    |                                                                        |
| 1963 | 20-я      | • Кэтрин Хепбёрн — «Долгий день уходит в ночь» за роль Мэри Тайрон                    |                                                                        |
| 1963 | 20-я      | • Ли Ремик — «Дни вина и роз» за роль Кристен Арнесен Клэй                            |                                                                        |
| 1963 | 20-я      | • Глинис Джонс — «Доклад Чэпмена» за роль Терезы Харниш                               |                                                                        |
| 1963 | 20-я      | • Сьюзан Страсберг — «Приключения молодого человека» за роль Розанны                  |                                                                        |
| 1963 | 20-я      | • Мелина Меркури — «Федра» за роль Федры                                              |                                                                        |
| 1963 | 20-я      | • Шелли Уинтерс — «Лолита» за роль Шарлотты Гейз-Гумберт                              |                                                                        |
| 1963 | 20-я      | • Сюзанна Йорк — «Фрейд: Тайная страсть» за роль Сесили Кортнер                       |                                                                        |
| 1964 | 21-я      |                                                                                       | • Лесли Карон — «Угловая комната» за роль Джейн Фоссет                 |
| 1964 | 21-я      | • Рейчел Робертс — «Такова спортивная жизнь» за роль Маргарет Хэммонд                 |                                                                        |
| 1964 | 21-я      | • Джеральдин Пейдж — «Игрушки на чердаке» за роль Кэрри Бернирс                       |                                                                        |
| 1964 | 21-я      | • Полли Берген — «Сторож» за роль Лорны Мидфорд                                       |                                                                        |
| 1964 | 21-я      | • Натали Вуд — «Любовь с подходящим незнакомцем» за роль Энджи Россини                |                                                                        |
| 1964 | 21-я      | • Роми Шнайдер — «Кардинал» за роль Аннамари фон Хартман                              |                                                                        |
| 1964 | 21-я      | • Алида Валли — «Бумажный человек» за роль Ла Итальяны                                |                                                                        |
| 1964 | 21-я      | • Марина Влади — «Современная история: Королева пчёл» за роль Регины                  |                                                                        |
| 1965 | 22-я      |                                                                                       | • Энн Бэнкрофт — «Пожиратель тыкв» за роль Джо Армитаж                 |
| 1965 | 22-я      | • Джеральдин Пейдж — «Дорогое сердце» за роль Элви Джексон                            |                                                                        |
| 1965 | 22-я      | • Ава Гарднер — «Ночь игуаны» за роль Максин Фолк                                     |                                                                        |
| 1965 | 22-я      | • Рита Хейворт — «Мир цирка» за роль Лили Альфредо                                    |                                                                        |
| 1965 | 22-я      | • Джин Сиберг — «Лилит» за роль Лилит Артур                                           |                                                                        |
| 1966 | 23-я      |                                                                                       | • Саманта Эггар — «Коллекционер» за роль Миранды Грей                  |
| 1966 | 23-я      | • Джули Кристи — «Дорогая» за роль Дианы Скотт                                        |                                                                        |
| 1966 | 23-я      | • Симона Синьоре — «Корабль дураков» за роль графини                                  |                                                                        |
| 1966 | 23-я      | • Элизабет Хартман — «Клочок синевы» за роль Селины Д’Арси                            |                                                                        |
| 1966 | 23-я      | • Мэгги Смит — «Отелло» за роль Дездемоны                                             |                                                                        |
| 1967 | 24-я      |                                                                                       | • Анук Эме — «Мужчина и женщина» за роль Анны Готье                    |
| 1967 | 24-я      | • Натали Вуд — «На слом!» за роль Элвы Старр                                          |                                                                        |
| 1967 | 24-я      | • Ида Каминска — «Магазин на площади» за роль Розали Лотманн                          |                                                                        |
| 1967 | 24-я      | • Вирджиния Маккенна — «Рождённая свободной» за роль Джой Адамсон                     |                                                                        |
| 1967 | 24-я      | • Элизабет Тейлор — «Кто боится Вирджинии Вулф?» за роль Марты                        |                                                                        |
| 1968 | 25-я      |                                                                                       | • Эдит Эванс — «Шептуны» за роль Мэгги Росс                            |
| 1968 | 25-я      | • Энн Хейвуд — «Лис» за роль Эллен Марч                                               |                                                                        |
| 1968 | 25-я      | • Фэй Данауэй — «Бонни и Клайд» за роль Бонни Паркер                                  |                                                                        |
| 1968 | 25-я      | • Одри Хепбёрн — «Дождись темноты» за роль Сьюзи Хендрикс                             |                                                                        |
| 1968 | 25-я      | • Кэтрин Хепбёрн — «Угадай, кто придёт к обеду?» за роль Кристины Дрейтон             |                                                                        |
| 1969 | 26-я      |                                                                                       | • Джоан Вудворд — «Рэйчел, Рэйчел» за роль Рэйчел Кэмерон              |
| 1969 | 26-я      | • Кэтрин Хепбёрн — «Лев зимой» за роль Алиеоноры Аквитанской                          |                                                                        |
| 1969 | 26-я      | • Ванесса Редгрейв — «Айседора» за роль Айседоры Дункан                               |                                                                        |
| 1969 | 26-я      | • Миа Фэрроу — «Ребёнок Розмари» за роль Розмари Вудхаус                              |                                                                        |
| 1969 | 26-я      | • Берил Рид — «Убийство сестры Джордж» за роль Джун «Джордж» Бакридж                  |                                                                        |
| 1970 | 27-я      |                                                                                       | • Женевьева Бюжо — «Тысяча дней Анны» за роль Анны Болейн              |
| 1970 | 27-я      | • Джин Симмонс — «Хэппиэнд» за роль Мэри Уилсон                                       |                                                                        |
| 1970 | 27-я      | • Мэгги Смит — «Расцвет мисс Джин Броди» за роль Джин Броди                           |                                                                        |
| 1970 | 27-я      | • Лайза Миннелли — «Бесплодная кукушка» за роль Пуки Адамс                            |                                                                        |
| 1970 | 27-я      | • Джейн Фонда — «Загнанных лошадей пристреливают, не правда ли?» за роль Глории Битти |                                                                        |

## 1971—1980
| Год  | Церемония | Фотографии лауреатов                                                             | Лауреаты и номинанты                                                   |
| ---- | --------- | -------------------------------------------------------------------------------- | ---------------------------------------------------------------------- |
| 1971 | 28-я      |                                                                                  | • Эли Макгроу — «История любви» за роль Дженнифер Каваллери            |
| 1971 | 28-я      | • Сара Майлз — «Дочь Райана» за роль Рози Райан                                  |                                                                        |
| 1971 | 28-я      | • Гленда Джексон — «Влюблённые женщины» за роль Гудрун Брангвен                  |                                                                        |
| 1971 | 28-я      | • Мелина Меркури — «Обещание на рассвете» за роль Нины Кэсью                     |                                                                        |
| 1971 | 28-я      | • Фэй Данауэй — «Загадка незаконнорождённого» за роль Лу Андреас Сэнд            |                                                                        |
| 1972 | 29-я      |                                                                                  | • Джейн Фонда — «Клют» за роль Бри Дэниэлс                             |
| 1972 | 29-я      | • Гленда Джексон — «Мария — королева Шотландии» за роль Елизаветы Тюдор          |                                                                        |
| 1972 | 29-я      | • Дайан Кэннон — «Такие хорошие друзья» за роль Джули Мессингер                  |                                                                        |
| 1972 | 29-я      | • Джессика Уолтер — «Сыграйте мне туманно» за роль Эвелин Дрэйпер                |                                                                        |
| 1972 | 29-я      | • Ванесса Редгрейв — «Мария — королева Шотландии» за роль Марии Стюарт           |                                                                        |
| 1973 | 30-я      |                                                                                  | • Лив Ульман — «Эмигранты» за роль Кристины Нильссон                   |
| 1973 | 30-я      | • Дайана Росс — «Леди поёт блюз» за роль Билли Холидей                           |                                                                        |
| 1973 | 30-я      | • Сисели Тайсон — «Саундер» за роль Ребекки Морган                               |                                                                        |
| 1973 | 30-я      | • Триш Ван Девер — «Один — одинокое число» за роль Эйми Брауэр                   |                                                                        |
| 1973 | 30-я      | • Тьюсдей Уэлд — «Играй как по писаному» за роль Мэрайи Уайет Лэнг               |                                                                        |
| 1973 | 30-я      | • Джоан Вудворд — «Влияние гамма-лучей на поведение маргариток» за роль Беатрис  |                                                                        |
| 1974 | 31-я      |                                                                                  | • Марша Мейсон — «Увольнение до полуночи» за роль Мэгги Пол            |
| 1974 | 31-я      | • Эллен Бёрстин — «Изгоняющий дьявола» за роль Крис Макнил                       |                                                                        |
| 1974 | 31-я      | • Барбра Стрейзанд — «Встреча двух сердец» за роль Кэти Мороски                  |                                                                        |
| 1974 | 31-я      | • Джоан Вудворд — «Летние желания, зимние мечты» за роль Риты Уолден             |                                                                        |
| 1974 | 31-я      | • Элизабет Тейлор — «День покаяния» за роль Барбары Сойер                        |                                                                        |
| 1975 | 32-я      |                                                                                  | • Джина Роулендс — «Женщина под влиянием» за роль Мэйбел Лонгетти      |
| 1975 | 32-я      | • Валери Перрин — «Ленни» за роль Хани Брюс                                      |                                                                        |
| 1975 | 32-я      | • Фэй Данауэй — «Китайский квартал» за роль Эвелин Кросс Малрей                  |                                                                        |
| 1975 | 32-я      | • Эллен Бёрстин — «Алиса здесь больше не живёт» за роль Алисы Хайатт             |                                                                        |
| 1975 | 32-я      | • Лив Ульман — «Сцены из супружеской жизни» за роль Мэриэнн                      |                                                                        |
| 1976 | 33-я      |                                                                                  | • Луиза Флетчер — «Пролетая над гнездом кукушки» за роль сестры Рэтчед |
| 1976 | 33-я      | • Гленда Джексон — «Гедда» за роль Гедды Габлер                                  |                                                                        |
| 1976 | 33-я      | • Фэй Данауэй — «Три дня Кондора» за роль Кэти Хэйл                              |                                                                        |
| 1976 | 33-я      | • Карен Блэк — «День Саранчи» за роль Фэй Гринер                                 |                                                                        |
| 1976 | 33-я      | • Мэрилин Хэссет — «Другая сторона Горы» за роль Джилл Кинмонт                   |                                                                        |
| 1977 | 34-я      |                                                                                  | • Фэй Данауэй — «Телесеть» за роль Дианы Кристенсен                    |
| 1977 | 34-я      | • Лив Ульман — «Лицом к лицу» за роль Джени Айзекссон                            |                                                                        |
| 1977 | 34-я      | • Талия Шайр — «Рокки» за роль Эдриан Пеннино                                    |                                                                        |
| 1977 | 34-я      | • Гленда Джексон — «Несравненная Сара» за роль Сары Бернар                       |                                                                        |
| 1977 | 34-я      | • Сара Майлз — «Моряк, который разлюбил море» за роль Энн Осборн                 |                                                                        |
| 1978 | 35-я      |                                                                                  | • Джейн Фонда — «Джулия» за роль Лилиан Хеллман                        |
| 1978 | 35-я      | • Энн Бэнкрофт — «Поворотный момент» за роль Эммы Джеклин                        |                                                                        |
| 1978 | 35-я      | • Дайан Китон — «В поисках мистера Гудбара» за роль Терезы Данн                  |                                                                        |
| 1978 | 35-я      | • Джина Роулендс — «Премьера» за роль Миртл Гордон                               |                                                                        |
| 1978 | 35-я      | • Кэтлин Куинлан — «Я никогда не обещала вам розового сада» за роль Деборы Блэйк |                                                                        |
| 1979 | 36-я      | • Джейн Фонда — «Возвращение домой» за роль Салли Хайд                           |                                                                        |
| 1979 | 36-я      | • Ингрид Бергман — «Осенняя соната» за роль Шарлотт Андергаст                    |                                                                        |
| 1979 | 36-я      | • Джеральдин Пейдж — «Интерьеры» за роль Евы                                     |                                                                        |
| 1979 | 36-я      | • Джилл Клейберг — «Незамужняя женщина» за роль Эрики                            |                                                                        |
| 1979 | 36-я      | • Гленда Джексон — «Стиви» за роль Стиви Смит                                    |                                                                        |
| 1980 | 37-я      |                                                                                  | • Салли Филд — «Норма Рэй» за роль Нормы Рэй Уэбстер                   |
| 1980 | 37-я      | • Джилл Клейберг — «Луна» за роль Катерины Силвери                               |                                                                        |
| 1980 | 37-я      | • Лиза Айкхорн — «Янки» за роль Джин Мортон                                      |                                                                        |
| 1980 | 37-я      | • Джейн Фонда — «Китайский синдром» за роль Кимберли Уэллс                       |                                                                        |
| 1980 | 37-я      | • Марша Мейсон — «Обещания в темноте» за роль Александры Кендалл                 |                                                                        |

## 1981—1990
| Год  | Церемония | Фотографии лауреатов                                              | Лауреаты и номинанты                                                       | Лауреаты и номинанты                                                       | Лауреаты и номинанты                                                       |
| ---- | --------- | ----------------------------------------------------------------- | -------------------------------------------------------------------------- | -------------------------------------------------------------------------- | -------------------------------------------------------------------------- |
| 1981 | 38-я      |                                                                   | • Мэри Тайлер Мур — «Обыкновенные люди» за роль Бет Джэрретт               | • Мэри Тайлер Мур — «Обыкновенные люди» за роль Бет Джэрретт               | • Мэри Тайлер Мур — «Обыкновенные люди» за роль Бет Джэрретт               |
| 1981 | 38-я      | • Эллен Бёрстин — «Воскрешение» за роль Эдны Мэй Макколи          |                                                                            |                                                                            |                                                                            |
| 1981 | 38-я      | • Джина Роулендс — «Глория» за роль Глории Свенсон                |                                                                            |                                                                            |                                                                            |
| 1981 | 38-я      | • Настасья Кински — «Тэсс» за роль Тэсс Дарбейфилд                |                                                                            |                                                                            |                                                                            |
| 1981 | 38-я      | • Дебора Раффин — «Испытавший любовь» за роль Лены Канады         |                                                                            |                                                                            |                                                                            |
| 1982 | 39-я      |                                                                   | • Мерил Стрип — «Женщина французского лейтенанта» за роль Сары Вудраф/Анны | • Мерил Стрип — «Женщина французского лейтенанта» за роль Сары Вудраф/Анны | • Мерил Стрип — «Женщина французского лейтенанта» за роль Сары Вудраф/Анны |
| 1982 | 39-я      | • Салли Филд — «Без злого умысла» за роль Меган Картер            |                                                                            |                                                                            |                                                                            |
| 1982 | 39-я      | • Кэтрин Хепбёрн — «На золотом озере» за роль Этель Тэйер         |                                                                            |                                                                            |                                                                            |
| 1982 | 39-я      | • Дайан Китон — «Красные» за роль Луизы Брайант                   |                                                                            |                                                                            |                                                                            |
| 1982 | 39-я      | • Сисси Спейсек — «Бродяга» за роль Ниты Лонгли                   |                                                                            |                                                                            |                                                                            |
| 1983 | 40-я      | • Мерил Стрип — «Выбор Софи» за роль Софи Завистовски             | • Мерил Стрип — «Выбор Софи» за роль Софи Завистовски                      | • Мерил Стрип — «Выбор Софи» за роль Софи Завистовски                      |                                                                            |
| 1983 | 40-я      | • Дайан Китон — «Пристрели луну» за роль Фэйт Данлэп              |                                                                            |                                                                            |                                                                            |
| 1983 | 40-я      | • Сисси Спейсек — «Пропавший без вести» за роль Бет Хорман        |                                                                            |                                                                            |                                                                            |
| 1983 | 40-я      | • Дебра Уингер — «Офицер и джентльмен» за роль Пол Покрифки       |                                                                            |                                                                            |                                                                            |
| 1983 | 40-я      | • Джессика Лэнг — «Фрэнсис» за роль Фрэнсис Фармер                |                                                                            |                                                                            |                                                                            |
| 1984 | 41-я      |                                                                   | • Ширли Маклейн — «Язык нежности» за роль Авроры Гринуэй                   | • Ширли Маклейн — «Язык нежности» за роль Авроры Гринуэй                   | • Ширли Маклейн — «Язык нежности» за роль Авроры Гринуэй                   |
| 1984 | 41-я      | • Бонни Беделиа — «Сердце, как колесо» за роль Ширли Рок          |                                                                            |                                                                            |                                                                            |
| 1984 | 41-я      | • Джейн Александер — «Завещание» за роль Кэрол Эймен              |                                                                            |                                                                            |                                                                            |
| 1984 | 41-я      | • Дебра Уингер — «Язык нежности» за роль Эммы Гринуэй Хортон      |                                                                            |                                                                            |                                                                            |
| 1984 | 41-я      | • Мерил Стрип — «Силквуд» за роль Карен Силквуд                   |                                                                            |                                                                            |                                                                            |
| 1985 | 42-я      |                                                                   | • Салли Филд — «Места в сердце» за роль Эдны Сполдинг                      | • Салли Филд — «Места в сердце» за роль Эдны Сполдинг                      | • Салли Филд — «Места в сердце» за роль Эдны Сполдинг                      |
| 1985 | 42-я      | • Дайан Китон — «Миссис Соффел» за роль Кейт Соффел               |                                                                            |                                                                            |                                                                            |
| 1985 | 42-я      | • Ванесса Редгрейв — «Бостонцы» за роль Олив Ченселлор            |                                                                            |                                                                            |                                                                            |
| 1985 | 42-я      | • Джессика Лэнг — «Деревня» за роль Джуэлл Айви                   |                                                                            |                                                                            |                                                                            |
| 1985 | 42-я      | • Сисси Спейсек — «Река» за роль Мэй Гарви                        |                                                                            |                                                                            |                                                                            |
| 1986 | 43-я      |                                                                   | • Вупи Голдберг — «Цветы лиловые полей» за роль Селии Джонсон              | • Вупи Голдберг — «Цветы лиловые полей» за роль Селии Джонсон              | • Вупи Голдберг — «Цветы лиловые полей» за роль Селии Джонсон              |
| 1986 | 43-я      | • Энн Бэнкрофт — «Агнесса божья» за роль Мириам Рут               |                                                                            |                                                                            |                                                                            |
| 1986 | 43-я      | • Шер — «Маска» за роль Флоренс Деннис                            |                                                                            |                                                                            |                                                                            |
| 1986 | 43-я      | • Мерил Стрип — «Из Африки» за роль Карен Бликсен                 |                                                                            |                                                                            |                                                                            |
| 1986 | 43-я      | • Джеральдин Пейдж — «Поездка в Баунтифул» за роль Кэрри Уоттс    |                                                                            |                                                                            |                                                                            |
| 1987 | 44-я      |                                                                   | • Марли Мэтлин — «Дети меньшего бога» за роль Сары Норман                  | • Марли Мэтлин — «Дети меньшего бога» за роль Сары Норман                  | • Марли Мэтлин — «Дети меньшего бога» за роль Сары Норман                  |
| 1987 | 44-я      | • Фэрра Фосетт — «Крайности» за роль Марджори                     |                                                                            |                                                                            |                                                                            |
| 1987 | 44-я      | • Сигурни Уивер — «Чужие» за роль Эллен Рипли                     |                                                                            |                                                                            |                                                                            |
| 1987 | 44-я      | • Джули Эндрюс — «Дуэт для солистки» за роль Стефани Андерсон     |                                                                            |                                                                            |                                                                            |
| 1987 | 44-я      | • Энн Бэнкрофт — «Спокойной ночи, мама» за роль Тельмы Кейтс      |                                                                            |                                                                            |                                                                            |
| 1988 | 45-я      |                                                                   | • Салли Кёркленд — «Анна» за роль Анны                                     | • Салли Кёркленд — «Анна» за роль Анны                                     | • Салли Кёркленд — «Анна» за роль Анны                                     |
| 1988 | 45-я      | • Фэй Данауэй — «Пьянь» за роль Ванды                             |                                                                            |                                                                            |                                                                            |
| 1988 | 45-я      | • Барбра Стрейзанд — «Чокнутые» за роль Клаудии Дрэпер            |                                                                            |                                                                            |                                                                            |
| 1988 | 45-я      | • Гленн Клоуз — «Роковое влечение» за роль Алекс Форрест          |                                                                            |                                                                            |                                                                            |
| 1988 | 45-я      | • Рейчел Шагалл — «Габи, правдивая история» за роль Габи          |                                                                            |                                                                            |                                                                            |
| 1989 | 46-я      |                                                                   | • Джоди Фостер — «Обвиняемые» за роль Сары Тобиас                          |                                                                            |                                                                            |
| 1989 | 46-я      | • Сигурни Уивер — «Гориллы в тумане» за роль Дайан Фосси          |                                                                            |                                                                            |                                                                            |
| 1989 | 46-я      | • Ширли Маклейн — «Мадам Сузацка» за роль мадам Сузацка           |                                                                            |                                                                            |                                                                            |
| 1989 | 46-я      | • Кристин Лахти — «Бег на месте» за роль Энни Поуп/Синтии Мэнфилд |                                                                            |                                                                            |                                                                            |
| 1989 | 46-я      | • Мерил Стрип — «Крик в темноте» за роль Линди Чемберлен          |                                                                            |                                                                            |                                                                            |
| 1990 | 47-я      |                                                                   | • Мишель Пфайффер — «Знаменитые братья Бейкеры» за роль Сьюзи Даймонд      | • Мишель Пфайффер — «Знаменитые братья Бейкеры» за роль Сьюзи Даймонд      | • Мишель Пфайффер — «Знаменитые братья Бейкеры» за роль Сьюзи Даймонд      |
| 1990 | 47-я      | • Джессика Лэнг — «Музыкальная шкатулка» за роль Энн Талбот       |                                                                            |                                                                            |                                                                            |
| 1990 | 47-я      | • Лив Ульман — «Розовый сад» за роль Габриэль                     |                                                                            |                                                                            |                                                                            |
| 1990 | 47-я      | • Энди Макдауэлл — «Секс, ложь и видео» за роль Энн Бишоп Маллэни |                                                                            |                                                                            |                                                                            |
| 1990 | 47-я      | • Салли Филд — «Стальные магнолии» за роль М’Лин Итентон          |                                                                            |                                                                            |                                                                            |

## 1991—2000
| Год  | Церемония | Фотографии лауреатов                                                           | Лауреаты и номинанты                                         |
| ---- | --------- | ------------------------------------------------------------------------------ | ------------------------------------------------------------ |
| 1991 | 48-я      |                                                                                | • Кэти Бэйтс — «Мизери» за роль Энни Уилкс                   |
| 1991 | 48-я      | • Анжелика Хьюстон — «Кидалы» за роль Лилли Диллон                             |                                                              |
| 1991 | 48-я      | • Мишель Пфайффер — «Русский дом» за роль Кати Орловой                         |                                                              |
| 1991 | 48-я      | • Сьюзан Сарандон — «Белый дворец» за роль Норы Бейкер                         |                                                              |
| 1991 | 48-я      | • Джоан Вудворд — «Мистер и миссис Бридж» за роль Индии Бридж                  |                                                              |
| 1992 | 49-я      |                                                                                | • Джоди Фостер — «Молчание ягнят» за роль Кларисы Старлинг   |
| 1992 | 49-я      | • Аннетт Бенинг — «Багси» за роль Вирджинии Хилл                               |                                                              |
| 1992 | 49-я      | • Джина Дэвис — «Тельма и Луиза» за роль Тельмы Диккинсон                      |                                                              |
| 1992 | 49-я      | • Лора Дерн — «Слабая Роза» за роль Розы                                       |                                                              |
| 1992 | 49-я      | • Сьюзан Сарандон — «Тельма и Луиза» за роль Луизы Сойер                       |                                                              |
| 1993 | 50-я      |                                                                                | • Эмма Томпсон — «Говардс-Энд» за роль Маргарет Шлегел       |
| 1993 | 50-я      | • Мэри Макдоннелл — «Рыба страсти» за роль Мэй-Элис Калхейн                    |                                                              |
| 1993 | 50-я      | • Мишель Пфайффер — «Поле любви» за роль Лурин Хэллетт                         |                                                              |
| 1993 | 50-я      | • Сьюзан Сарандон — «Масло Лоренцо» за роль Микаэлы Одоне                      |                                                              |
| 1993 | 50-я      | • Шэрон Стоун — «Основной инстинкт» за роль Кэтрин Трамелл                     |                                                              |
| 1994 | 51-я      |                                                                                | • Холли Хантер — «Пианино» за роль Ады Макграт               |
| 1994 | 51-я      | • Жюльет Бинош — «Три цвета: Синий» за роль Жюли де Курси                      |                                                              |
| 1994 | 51-я      | • Мишель Пфайффер — «Эпоха невинности» за роль Эллен Оленска                   |                                                              |
| 1994 | 51-я      | • Дебра Уингер — «Опасная женщина» за роль Марты Хорган                        |                                                              |
| 1994 | 51-я      | • Эмма Томпсон — «Остаток дня» за роль Салли Кентон                            |                                                              |
| 1995 | 52-я      |                                                                                | • Джессика Лэнг — «Голубое небо» за роль Карли Маршалл       |
| 1995 | 52-я      | • Джоди Фостер — «Нелл» за роль Нелл Келлти                                    |                                                              |
| 1995 | 52-я      | • Мерил Стрип — «Дикая река» за роль Гейл Хартман                              |                                                              |
| 1995 | 52-я      | • Миранда Ричардсон — «Том и Вив» за роль Вивьен Хэй-Вуд                       |                                                              |
| 1995 | 52-я      | • Дженнифер Джейсон Ли — «Миссис Паркер и порочный круг» за роль Дороти Паркер |                                                              |
| 1996 | 53-я      |                                                                                | • Шэрон Стоун — «Казино» за роль Джинджер Маккенны           |
| 1996 | 53-я      | • Сьюзан Сарандон — «Мертвец идёт» за роль Элен Прежан                         |                                                              |
| 1996 | 53-я      | • Элизабет Шу — «Покидая Лас-Вегас» за роль Сэры                               |                                                              |
| 1996 | 53-я      | • Эмма Томпсон — «Разум и чувства» за роль Элинор Дэшвуд                       |                                                              |
| 1996 | 53-я      | • Мерил Стрип — «Мосты округа Мэдисон» за роль Франчески Джонсон               |                                                              |
| 1997 | 54-я      |                                                                                | • Бренда Блетин — «Тайны и ложь» за роль Синтии Роуз Пёрли   |
| 1997 | 54-я      | • Мерил Стрип — «Комната Марвина» за роль Ли                                   |                                                              |
| 1997 | 54-я      | • Эмили Уотсон — «Рассекая волны» за роль Бэсс Макнил                          |                                                              |
| 1997 | 54-я      | • Кортни Лав — «Народ против Ларри Флинта» за роль Алтеи Флинт                 |                                                              |
| 1997 | 54-я      | • Кристин Скотт Томас — «Английский пациент» за роль Кэтрин Клифтон            |                                                              |
| 1998 | 55-я      |                                                                                | • Джуди Денч — «Миссис Браун» за роль королевы Виктории      |
| 1998 | 55-я      | • Хелена Бонэм Картер — «Крылья голубки» за роль Кейт Крой                     |                                                              |
| 1998 | 55-я      | • Джоди Фостер — «Контакт» за роль Элли Эрроуэй                                |                                                              |
| 1998 | 55-я      | • Джессика Лэнг — «Тысяча акров» за роль Джинни Кук Смит                       |                                                              |
| 1998 | 55-я      | • Кейт Уинслет — «Титаник» за роль Роуз Дьюитт Бьюкейтер                       |                                                              |
| 1999 | 56-я      |                                                                                | • Кейт Бланшетт — «Елизавета» за роль Елизаветы I Английской |
| 1999 | 56-я      | • Сьюзан Сарандон — «Мачеха» за роль Джекки Харрисон                           |                                                              |
| 1999 | 56-я      | • Фернанда Монтенегру — «Центральный вокзал» за роль Доры                      |                                                              |
| 1999 | 56-я      | • Эмили Уотсон — «Хилари и Джеки» за роль Жаклин дю Пре                        |                                                              |
| 1999 | 56-я      | • Мерил Стрип — «Истинные ценности» за роль Кейт Гулден                        |                                                              |
| 2000 | 57-я      |                                                                                | • Хилари Суонк — «Парни не плачут» за роль Брэндона Тины     |
| 2000 | 57-я      | • Аннетт Бенинг — «Красота по-американски» за роль Кэролайн Бёрнэм             |                                                              |
| 2000 | 57-я      | • Джулианна Мур — «Конец романа» за роль Сары Майлз                            |                                                              |
| 2000 | 57-я      | • Мерил Стрип — «Музыка сердца» за роль Роберты Гаспари                        |                                                              |
| 2000 | 57-я      | • Сигурни Уивер — «Карта мира» за роль Элис Гудвин                             |                                                              |

## 2001—2010
| Год  | Церемония | Фотографии лауреатов                                                    | Лауреаты и номинанты                                            |
| ---- | --------- | ----------------------------------------------------------------------- | --------------------------------------------------------------- |
| 2001 | 58-я      |                                                                         | • Джулия Робертс — «Эрин Брокович» за роль Эрин Брокович        |
| 2001 | 58-я      | • Джоан Аллен — «Претендент» за роль сенатора Лэйн Хенсон               |                                                                 |
| 2001 | 58-я      | • Эллен Бёрстин — «Реквием по мечте» за роль Сары Голдфарб              |                                                                 |
| 2001 | 58-я      | • Бьорк — «Танцующая в темноте» за роль Сельмы Жесковой                 |                                                                 |
| 2001 | 58-я      | • Лора Линни — «Можешь рассчитывать на меня» за роль Саманты Прескотт   |                                                                 |
| 2002 | 59-я      |                                                                         | • Сисси Спейсек — «В спальне» за роль Рут Фаулер                |
| 2002 | 59-я      | • Хэлли Берри — «Бал монстров» за роль Летиции Масгров                  |                                                                 |
| 2002 | 59-я      | • Джуди Денч — «Айрис» за роль Айрис Мердок                             |                                                                 |
| 2002 | 59-я      | • Николь Кидман — «Другие» за роль Грейс Стюарт                         |                                                                 |
| 2002 | 59-я      | • Тильда Суинтон — «Концы в воду» за роль Маргарет Холл                 |                                                                 |
| 2003 | 60-я      |                                                                         | • Николь Кидман — «Часы» за роль Вирджинии Вулф                 |
| 2003 | 60-я      | • Дайан Лейн — «Неверная» за роль Конни Саммер                          |                                                                 |
| 2003 | 60-я      | • Джулианна Мур — «Вдали от рая» за роль Кэти Уитакер                   |                                                                 |
| 2003 | 60-я      | • Мерил Стрип — «Часы» за роль Клариссы Воган                           |                                                                 |
| 2003 | 60-я      | • Сальма Хайек — «Фрида» за роль Фриды Кало                             |                                                                 |
| 2004 | 61-я      |                                                                         | • Шарлиз Терон — «Монстр» за роль Эйлин Уорнос                  |
| 2004 | 61-я      | • Кейт Бланшетт — «Охота на Веронику» за роль Вероники Герин            |                                                                 |
| 2004 | 61-я      | • Эван Рэйчел Вуд — «Тринадцать» за роль Трэйси Фрилэнд                 |                                                                 |
| 2004 | 61-я      | • Скарлетт Йоханссон — «Девушка с жемчужной серёжкой» за роль Грит      |                                                                 |
| 2004 | 61-я      | • Николь Кидман — «Холодная гора» за роль Ады Монро                     |                                                                 |
| 2004 | 61-я      | • Ума Турман — «Убить Билла. Фильм 1» за роль Беатрикс Киддо/Невесты    |                                                                 |
| 2005 | 62-я      |                                                                         | • Хилари Суонк — «Малышка на миллион» за роль Мэгги Фицджеральд |
| 2005 | 62-я      | • Скарлетт Йоханссон — «Любовная лихорадка» за роль Пёрси Уилл          |                                                                 |
| 2005 | 62-я      | • Николь Кидман — «Рождение» за роль Анны                               |                                                                 |
| 2005 | 62-я      | • Имельда Стонтон — «Вера Дрейк» за роль Веры Дрейк                     |                                                                 |
| 2005 | 62-я      | • Ума Турман — «Убить Билла. Фильм 2» за роль Беатрикс Киддо/Невесты    |                                                                 |
| 2006 | 63-я      |                                                                         | • Фелисити Хаффман — «Трансамерика» за роль Бри Осборн          |
| 2006 | 63-я      | • Мария Белло — «Оправданная жестокость» за роль Иди Столл              |                                                                 |
| 2006 | 63-я      | • Гвинет Пэлтроу — «Доказательство» за роль Кэтрин                      |                                                                 |
| 2006 | 63-я      | • Шарлиз Терон — «Северная страна» за роль Джози Эймс                   |                                                                 |
| 2006 | 63-я      | • Чжан Цзыи — «Мемуары гейши» за роль Чио/Саюри                         |                                                                 |
| 2007 | 64-я      |                                                                         | • Хелен Миррен — «Королева» за роль Елизаветы II                |
| 2007 | 64-я      | • Джуди Денч — «Скандальный дневник» за роль Барбары Коветт             |                                                                 |
| 2007 | 64-я      | • Мэгги Джилленхол — «Малышка Шерри» за роль Шерри Суонсон              |                                                                 |
| 2007 | 64-я      | • Пенелопа Крус — «Возвращение» за роль Раймунды                        |                                                                 |
| 2007 | 64-я      | • Кейт Уинслет — «Как малые дети» за роль Сары Пирс                     |                                                                 |
| 2008 | 65-я      |                                                                         | • Джули Кристи — «Вдали от неё» за роль Фионы Андерсон          |
| 2008 | 65-я      | • Кейт Бланшетт — «Золотой век» за роль Елизаветы I Английской          |                                                                 |
| 2008 | 65-я      | • Анджелина Джоли — «Её сердце» за роль Мариан Перл                     |                                                                 |
| 2008 | 65-я      | • Кира Найтли — «Искупление» за роль Сесилии Таллис                     |                                                                 |
| 2008 | 65-я      | • Джоди Фостер — «Отважная» за роль Эрики Бэйн                          |                                                                 |
| 2009 | 66-я      |                                                                         | • Кейт Уинслет — «Дорога перемен» за роль Эприл Уиллер          |
| 2009 | 66-я      | • Анджелина Джоли — «Подмена» за роль Кристин Коллинз                   |                                                                 |
| 2009 | 66-я      | • Кристин Скотт Томас — «Я так давно тебя люблю» за роль Жюльетт Фонтен |                                                                 |
| 2009 | 66-я      | • Мерил Стрип — «Сомнение» за роль сестры Элоизы Бувье                  |                                                                 |
| 2009 | 66-я      | • Энн Хэтэуэй — «Рэйчел выходит замуж» за роль Ким                      |                                                                 |
| 2010 | 67-я      |                                                                         | • Сандра Буллок — «Невидимая сторона» за роль Ли Энн Туи        |
| 2010 | 67-я      | • Эмили Блант — «Молодая Виктория» за роль королевы Виктории            |                                                                 |
| 2010 | 67-я      | • Кэри Маллиган — «Воспитание чувств» за роль Дженни Миллер             |                                                                 |
| 2010 | 67-я      | • Хелен Миррен — «Последнее воскресение» за роль Софьи Толстой          |                                                                 |
| 2010 | 67-я      | • Габури Сидибе — «Сокровище» за роль Кларисы «Сокровище» Джонс         |                                                                 |

## 2011—2020
| Год  | Церемония | Фотографии лауреатов                                                   | Лауреаты и номинанты                                                                   |
| ---- | --------- | ---------------------------------------------------------------------- | -------------------------------------------------------------------------------------- |
| 2011 | 68-я      |                                                                        | • Натали Портман — «Чёрный лебедь» за роль Нины Сэйерс                                 |
| 2011 | 68-я      | • Хэлли Берри — «Фрэнки и Элис» за роль Фрэнки/Элис                    |                                                                                        |
| 2011 | 68-я      | • Николь Кидман — «Кроличья нора» за роль Бекки Корбетт                |                                                                                        |
| 2011 | 68-я      | • Дженнифер Лоуренс — «Зимняя кость» за роль Ри Долли                  |                                                                                        |
| 2011 | 68-я      | • Мишель Уильямс — «Валентинка» за роль Синди                          |                                                                                        |
| 2012 | 69-я      |                                                                        | • Мерил Стрип — «Железная леди» за роль Маргарет Тэтчер                                |
| 2012 | 69-я      | • Виола Дэвис — «Прислуга» за роль Эйбилин Кларк                       |                                                                                        |
| 2012 | 69-я      | • Гленн Клоуз — «Таинственный Альберт Ноббс» за роль Альберта Ноббса   |                                                                                        |
| 2012 | 69-я      | • Руни Мара — «Девушка с татуировкой дракона» за роль Лисбет Саландер  |                                                                                        |
| 2012 | 69-я      | • Тильда Суинтон — «Что-то не так с Кевином» за роль Евы Хачадурян     |                                                                                        |
| 2013 | 70-я      |                                                                        | • Джессика Честейн — «Цель номер один» за роль Майи                                    |
| 2013 | 70-я      | • Рэйчел Вайс — «Глубокое синее море» за роль Эстер Коллайер           |                                                                                        |
| 2013 | 70-я      | • Марион Котийяр — «Ржавчина и кость» за роль Стефани                  |                                                                                        |
| 2013 | 70-я      | • Хелен Миррен — «Хичкок» за роль Альмы Ревиль                         |                                                                                        |
| 2013 | 70-я      | • Наоми Уоттс — «Невозможное» за роль Марии Беннетт                    |                                                                                        |
| 2014 | 71-я      |                                                                        | • Кейт Бланшетт — «Жасмин» за роль Жанетт «Жасмин» Фрэнсис                             |
| 2014 | 71-я      | • Сандра Буллок — «Гравитация» за роль Райан Стоун                     |                                                                                        |
| 2014 | 71-я      | • Джуди Денч — «Филомена» за роль Филомены Ли                          |                                                                                        |
| 2014 | 71-я      | • Эмма Томпсон — «Спасти мистера Бэнкса» за роль Памелы Линдон Трэверс |                                                                                        |
| 2014 | 71-я      | • Кейт Уинслет — «День труда» за роль Адель Уилер                      |                                                                                        |
| 2015 | 72-я      |                                                                        | • Джулианна Мур — «Всё ещё Элис» за роль Элис Хоуланд                                  |
| 2015 | 72-я      | • Фелисити Джонс — «Вселенная Стивена Хокинга» за роль Джейн Хокинг    |                                                                                        |
| 2015 | 72-я      | • Розамунд Пайк — «Исчезнувшая» за роль Эми Эллиотт-Данн               |                                                                                        |
| 2015 | 72-я      | • Риз Уизерспун — «Дикая» за роль Шерил Стрэйд                         |                                                                                        |
| 2015 | 72-я      | • Дженнифер Энистон — «Торт» за роль Клэр Симмонс                      |                                                                                        |
| 2016 | 73-я      |                                                                        | • Бри Ларсон — «Комната» за роль Джой «Ма» Ньюман                                      |
| 2016 | 73-я      | • Кейт Бланшетт — «Кэрол» за роль Кэрол Эйрд                           |                                                                                        |
| 2016 | 73-я      | • Алисия Викандер — «Девушка из Дании» за роль Герды Вегенер           |                                                                                        |
| 2016 | 73-я      | • Руни Мара — «Кэрол» за роль Терезы Беливет                           |                                                                                        |
| 2016 | 73-я      | • Сирша Ронан — «Бруклин» за роль Эллис Лэйси                          |                                                                                        |
| 2017 | 74-я      |                                                                        | • Изабель Юппер — «Она» за роль Мишель Леблан                                          |
| 2017 | 74-я      | • Эми Адамс — «Прибытие» за роль Луизы Бэнкс                           |                                                                                        |
| 2017 | 74-я      | • Рут Негга — «Лавинг» за роль Милдред Лавинг                          |                                                                                        |
| 2017 | 74-я      | • Натали Портман — «Джеки» за роль Жаклин Кеннеди                      |                                                                                        |
| 2017 | 74-я      | • Джессика Честейн — «Мисс Слоун» за роль Элизабет Слоун               |                                                                                        |
| 2018 | 75-я      |                                                                        | • Фрэнсис Макдорманд — «Три билборда на границе Эббинга, Миссури» за роль Милдред Хейз |
| 2018 | 75-я      | • Мерил Стрип — «Секретное досье» за роль Кэтрин Грэм                  |                                                                                        |
| 2018 | 75-я      | • Мишель Уильямс — «Все деньги мира» за роль Гейл Харрис               |                                                                                        |
| 2018 | 75-я      | • Салли Хокинс — «Форма воды» за роль Элайзы Эспозито                  |                                                                                        |
| 2018 | 75-я      | • Джессика Честейн — «Большая игра» за роль Молли Блум                 |                                                                                        |
| 2019 | 76-я      |                                                                        | • Гленн Клоуз — «Жена» за роль Джоан Каслман                                           |
| 2019 | 76-я      | • Николь Кидман — «Время возмездия» за роль Эрин Белл                  |                                                                                        |
| 2019 | 76-я      | • Леди Гага — «Звезда родилась» за роль Элли                           |                                                                                        |
| 2019 | 76-я      | • Мелисса Маккарти — «Сможете ли вы меня простить?» за роль Ли Израэль |                                                                                        |
| 2019 | 76-я      | • Розамунд Пайк — «Частная война» за роль Мэри Колвин                  |                                                                                        |
| 2020 | 77-я      |                                                                        | • Рене Зеллвегер — «Джуди» за роль Джуди Гарленд                                       |
| 2020 | 77-я      | • Скарлетт Йоханссон — «Брачная история» за роль Николь                |                                                                                        |
| 2020 | 77-я      | • Сирша Ронан — «Маленькие женщины» за роль Джо Марч                   |                                                                                        |
| 2020 | 77-я      | • Шарлиз Терон — «Скандал» за роль Мегин Келли                         |                                                                                        |
| 2020 | 77-я      | • Синтия Эриво — «Гарриет» за роль Гарриет Табмен                      |                                                                                        |

## 2021—2025
| Год  | Церемония | Фотографии лауреатов                                                      | Лауреаты и номинанты                                                         |
| ---- | --------- | ------------------------------------------------------------------------- | ---------------------------------------------------------------------------- |
| 2021 | 78-я      |                                                                           | • Андра Дей — «Соединённые Штаты против Билли Холидей» за роль Билли Холидей |
| 2021 | 78-я      | • Виола Дэвис — «Ма Рейни: Мать блюза» за роль Ма Рейни                   |                                                                              |
| 2021 | 78-я      | • Ванесса Кирби — «Фрагменты женщины» за роль Марты Вайсс                 |                                                                              |
| 2021 | 78-я      | • Фрэнсис Макдорманд — «Земля кочевников» за роль Ферн                    |                                                                              |
| 2021 | 78-я      | • Кэри Маллиган — «Девушка, подающая надежды» за роль Кассандры Томас     |                                                                              |
| 2022 | 79-я      |                                                                           | • Николь Кидман — «Быть Рикардо» за роль Люсиль Болл                         |
| 2022 | 79-я      | • Оливия Колман — «Незнакомая дочь» за роль Леды Карузо                   |                                                                              |
| 2022 | 79-я      | • Леди Гага — «Дом Gucci» за роль Патриции Реджани                        |                                                                              |
| 2022 | 79-я      | • Кристен Стюарт — «Спенсер» за роль Дианы, принцессы Уэльской            |                                                                              |
| 2022 | 79-я      | • Джессика Честейн — «Глаза Тэмми Фэй» за роль Тэмми Фэй Месснер          |                                                                              |
| 2023 | 80-я      |                                                                           | • Кейт Бланшетт — «Тар» за роль Лидии Тар                                    |
| 2023 | 80-я      | • Ана де Армас — «Блондинка» за роль Нормы Джин Мортенсон / Мэрилин Монро |                                                                              |
| 2023 | 80-я      | • Виола Дэвис — «Королева-воин» за роль Наниски                           |                                                                              |
| 2023 | 80-я      | • Оливия Колман — «Империя света» за роль Хилари Смолл                    |                                                                              |
| 2023 | 80-я      | • Мишель Уильямс — «Фабельманы» за роль Митци Шильдкраут-Фабельман        |                                                                              |
| 2024 | 81-я      |                                                                           | • Лили Гладстон — «Убийцы цветочной луны» за роль Молли Бёркхарт             |
| 2024 | 81-я      | • Аннетт Бенинг — «Дайана Найэд» за роль Дайаны Найэд                     |                                                                              |
| 2024 | 81-я      | • Грета Ли — «Прошлые жизни» за роль Норы Мун                             |                                                                              |
| 2024 | 81-я      | • Кэри Маллиган — «Маэстро» за роль Фелиции Монтеалегре                   |                                                                              |
| 2024 | 81-я      | • Кайли Спэни — «Присцилла: Элвис и я» за роль Присциллы Пресли           |                                                                              |
| 2024 | 81-я      | • Сандра Хюллер — «Анатомия падения» за роль Сандры                       |                                                                              |
| 2025 | 82-я      |                                                                           | • Фернанда Торрес — «Я всё ещё здесь» за роль Юнис Пайва                     |
| 2025 | 82-я      | • Памела Андерсон — «Шоугёрл» за роль Шелли                               |                                                                              |
| 2025 | 82-я      | • Анджелина Джоли — «Мария» за роль Марии Каллас                          |                                                                              |
| 2025 | 82-я      | • Николь Кидман — «Плохая девочка» за роль Роми Мейтис                    |                                                                              |
| 2025 | 82-я      | • Тильда Суинтон — «Комната по соседству» за роль Марты Хант              |                                                                              |
| 2025 | 82-я      | • Кейт Уинслет — «Великая» за роль Ли Миллер                              |                                                                              |